# 303 pr. n. št.

## Smrti
- Poliperhon, regent Makedonskega kraljestva (* 394 pr. n. št.)